# Argajašskij rajon
L'Argajašskij rajon (in russo Аргаяшский район?) è un rajon dell'Oblast' di Čeljabinsk, nella Siberia occidentale. Istituito nel 1930, il suo capoluogo è Argajaš.